# U-podmornica
U-podmornica je prenarejena različica nemške besede U-Boot [ˈuːboːt], v celi besedi Unterseeboot, prevedeno kot »podmorski čoln«. Medtem ko se nemški izraz nanaša na katero koli podmornico, se angleški U-boat (skupaj z več drugimi jeziki) nanaša posebej na vojaške podmornice, ki jih je Nemčija upravljala zlasti v prvi in drugi svetovni vojni. Čeprav so bili včasih učinkovito plovbno orožje proti sovražnim mornariškim vojnim ladjam, so jih najučinkoviteje uporabljali v vlogi gospodarskega bojevanja (trgovinske racije) in uveljavljali mornariško blokado proti sovražnemu ladijskemu prometu. Primarni cilji U-podmornic v obeh vojnah so bili trgovski konvoji, ki so dobavljali zaloge iz Kanade in drugih delov Britanskega cesarstva, iz Združenih držav Amerike v Združeno kraljestvo in (med drugo svetovno vojno) v Sovjetsko zvezo in zavezniška ozemlja v Sredozemlju. Nemške podmornice so med drugo svetovno vojno uničile tudi brazilske trgovske ladje, zaradi česar je Brazilija 22. avgusta 1942 napovedala vojno Nemčiji in Italiji.
Podmornice avstro-ogrske mornarice so bile znane tudi kot U-čolni.